# 마누엘 오르테가
마누엘 오르테가(Manuel Ortega, 본명은 마누엘 한케(Manuel Hanke), 1980년 4월 8일 ~ )는 오스트리아의 남성 가수이다.

## 생애
오스트리아인 아버지와 에스파냐인 어머니 사이에서 출생한 그는 1990년 보컬 음악 그룹 "Florianer Sängerknaben"의 보컬리스트로 첫 데뷔하였고 1997년 솔로 가수 데뷔하였다.
솔로 가수로써는 2001년에 《El amor》라는 곡과 《La vida》라는 곡이 모두 큰 히트를 하였다.
그는 2002년 과 2007년에 각각 유로비전 송 콘테스트에 참가한 바 있는 가수이기도 하다.